# Sven Walfrid Enblom
Sven Walfrid Enblom, född 12 oktober 1805 i Stockholm, död 21 oktober 1898 på Karlsby i Kristbergs socken, var en svensk jurist och affärsman.
Sven Walfrid Enblom var son till handlanden och stadsmajoren i Stockholm Anders Enblom. I enlighet med sin fars önskan studerade han juridik vid Uppsala universitet från 1819 och blev efter avlagd hovrättsexamen och kameralexamen där 1823 auskultant i Svea hovrätt. Han tjänstgjorde därefter som extraordinarie kanslist i Justitierevisionen och vid Stockholms stads kämnärsrätter och som tillförordnad landssekreterare i Stockholms län. Han innehade även ett flertal häradshövdingeförordnanden och erhöll 1833 häradshövdings namn. Han inköpte en tredjedel av Graningeverken och då bolaget 1839 delades fick han Forsse bruk på sin lott. Efter lågkonjunktur tvingades dock Enblom 1846 att göra konkurs med sitt bolag. Efter att några år ha arrenderat Gunsta som tillhörde hans svärfar blev han 1853 disponent för Bergviks sågverks AB, en position han 1857 avsade sig för att bosätta sig på den av honom inköpta egendomen Hillesjö i Hilleshögs socken.
Han kom samtidigt att verka som affärsjurist, särskilt som ombud för utländska företag, främst firma Giles Löder. 1868 blev han delägare i Mariebergs och Kungsgårdens sågverk i Ångermanland. Då han 1882 sålde sina andelar i dessa sågverk köpte han i stället Karlsby med Karlströms bruk i Kristbergs socken och återuppstartade den då nedlagda stångjärnshammaren och företog omfattande nyodlingar och vägdragningar.